# Північні Маріанські Острови на Чемпіонаті світу з легкої атлетики 2017
Північні Маріанські Острови на Чемпіонаті світу з легкої атлетики 2017, що проходив з 4 по 13 серпня 2017 року в Лондоні (Велика Британія) були представлені 1 спортсменом.

## Результати

### Жінки
Трекові і шосейні дисципліни
| Спортсмен     | Дисципліна | Забіги    | Забіги | Півфінал         | Півфінал         | Фінал            | Фінал            |
| Спортсмен     | Дисципліна | Результат | Місце  | Результат        | Місце            | Результат        | Місце            |
| ------------- | ---------- | --------- | ------ | ---------------- | ---------------- | ---------------- | ---------------- |
| Заріне Сапонг | 100 м      | 13.29 PB  | 45     | Завершила виступ | Завершила виступ | Завершила виступ | Завершила виступ |